# متیل زرد
متیل زرد (به انگلیسی: Methyl yellow) با فرمول شیمیایی C۱۴H۱۵N۳ یک ترکیب شیمیایی با شناسه پاب‌کم ۶۰۵۳ است. که جرم مولی آن ۲۲۵٫۲۸۹ g/mol می‌باشد. شکل ظاهری این ترکیب، بلورهای زرد است.